# Roberto I de Bassunvilla
Roberto I de Bassunvilla (también Basunvilla y Bassonville) (muerto en 1138 o 1140) fue un barón normando de Molise. Su familia se originó en Vassonville, cerca de Dieppe.
En 1110, Roberto se casó con Judith, la hija menor de Roger I de Sicilia y su segunda esposa Eremburga de Mortain.
En 1132, Alejandro de Conversano huyó a Dalmacia y fue desposeído de su territorio por el rey Rogelio II de Sicilia. En 1135, Roger dio el principado de Capua a su hijo Alfonso y el condado de Conversano a su cuñado Roberto, "un hombre en la flor de su juventud, tanto afable y más activo en las obras de caballería", de acuerdo con Alexander de Telese .
Roberto murió poco después y fue sucedido por su hijo, Roberto II de Bassunvilla.